# 紀元前5千年紀
紀元前5千年紀（きげんぜんごせんねんき）は、西暦による紀元前5000年から紀元前4001年までを指す千年紀（ミレニアム）である。現在からおよそ6000年〜7000年前に当たる。

## 時代
- 完新世の気候最温暖期。
  - 世界各地で海面が上昇し、海域面積が広がる。海面は今より3〜5メートル高かった。
  - 日本では縄文海進の最盛期で、日本列島は完全に大陸から切り離される。
  - 東南アジアのスンダランド、オセアニアのサフル大陸が幾つかの島嶼部に分離する。
  - ベーリング地峡が水没し、ユーラシア大陸東端と北アメリカ大陸西端が分離する。
  - ドーヴァー海峡が広がり、ヨーロッパ大陸からグレート・ブリテン島が分離する。
- 日本では縄文時代前期。
- 中国長江上流域で大渓文化、長江下流域で河姆渡文化、黄河流域で仰韶文化、遼河流域で紅山文化。
- 古代エジプトで新石器時代。

## できごと
- 紀元前5000年頃 - 紀元前3400年頃 - メキシコ南部のオアハカの低地（テワカン谷）の人々がトウモロコシの栽培を始めた。[1]最初は野生のトウモロコシを採集していたが、紀元前3000年頃には野生種に改良が加えられ、穂軸が大きく、粒の落ちにくい栽培種ができあがる。
- 紀元前5000年 - 紀元前3000年 - フランスのブルターニュ地方のカルナック列石が作られる。
- 紀元前5000年頃
  - ギリシャ・テッサリア地方で、新石器文化の農耕民の集落が栄える。代表はセスクロ遺跡（英語版）。
  - 日本ではこの時期、人口が大幅に増加し、竪穴建物や掘立柱建物・貝塚を伴う縄文時代集落（環状集落など）が盛んに作られた。丸木舟による漁労活動や交易が盛んに行われる。
  - ソマリランド・ハルゲイサ近郊のラース・ゲール洞窟に壁画が描かれる。
- ユリウス暦紀元前4713年1月1日正午（世界時）＝ -4712年1月1日正午（世界時） - ユリウス通日の起算日時
- 紀元前4900年頃‐紀元前4700年頃 - ドイツのザクセンアンハルト州のゴゼック・サークル（英語版）が建設される。
- 紀元前4700年頃 - 紀元前2900年 - 中国遼河流域で紅山文化が成立する(遼河文明)。
- 紀元前4600年頃‐紀元前4200年頃 - ブルガリアでヴァルナ文化が成立する。
  - ヴァルナ墓地遺跡（英語版）と呼ばれる金石併用時代の200基以上に及ぶ墳墓群が、黒海沿岸（現在のヴァルナ）に築かれる。
  - ブルガリアのソルニツァタ（英語版）でヨーロッパ最古の岩塩採掘遺跡と都市集落が形成される。
- 紀元前4500年頃 - 紀元前3500年頃 - ウクライナと南ロシアのドニプロ川中流域からドン川下流域でスレドニ・ストグ文化。
- 紀元前4500年頃 - 紀元前2000年頃 - マルタ共和国のマルタ島とゴゾ島で人類最古の石造建築物といわれるマルタの巨石神殿群が建設される。
- 紀元前4500年
  - メソポタミアでスサ文明およびキシュ文明。
  - ルーマニアで未解読文字（古ヨーロッパ文字か）が刻まれた「タルタリアのタブレット（英語版）」が作られる。
  - 黄河上流から中流にかけて彩陶が作られ使用される。
    - 彩陶とは鮮やかな文様を描いた陶器のことである。
    - 黄河上流域では老官台文化、中流域では仰韶文化と呼ばれる。
- 紀元前4300年頃 - 鹿児島県の大隅半島南端佐多岬の南西約40kmの鬼界カルデラが大爆発する。その火砕流は半径100kmの範囲を覆い、またその火山灰は西日本各地に大量に降り注いだ。
- 紀元前4200年頃 - ノルウェー最北部で「アルタの岩絵」が描かれ始める。

## 発明・発見
- 文字の発明
- 紀元前4500年頃 - ヨーロッパで鋤の使用が始まる
- 中国: ヤギ、ヒツジの家畜化。彩陶などの陶器の製作
- メソポタミアで原始的な印章の使用が始まる

## そのほか
- 紀元前4713年1月1日正午（世界時）＝ -4712年1月1日正午（世界時） - ユリウス通日の起算日時。
- 紀元前4004年10月23日午前9時 - 『旧約聖書』において、この日時に神が人類を創造したとされている。（キリスト教圏で広く信じられた説の一つによる年代推定。天地創造参照）。